# Гімназія А+
Приватний заклад загальної середньої освіти ІІ—ІІІ ступенів "Гімназія А+" (скорочена назва ПЗЗСО ІІ—ІІІ ступенів "Гімназія А+" чи просто Гімназія А+) — приватна загальноосвітня міжнародна школа-ліцей, кампус якої розташований у Дніпровському районі на території житлового комплексу Комфорт Таун міста Києва. Центральний вхід до школи — з Вифлеємської вулиці.
Школа і її освітня програма для здобуття диплома міжнародного бакалаврату акредитовані некомерційним освітнім фондом «International Baccalaureate®» 12 січня 2021. Реєстрація учнів та початок занять за цією програмою передбачені на 2021/2022 навчальний рік. Дипломи про середню освіту міжнародного бакалаврату (англ. The IB diploma) надають можливість здобувати вищу освіту та приймаються і визнаються більше, ніж 2337 університетами у 90 державах світу. 

## Історія
Гімназія А+ — це одна зі складових частин проєкту «Академія сучасної освіти А+» компанії KAN, у якому передбачено створення і розвиток мережі освітніх закладів «А+» (дитячих садочків, початкових та середніх загальноосвітніх шкіл, позашкільних освітніх закладів, спортивної та музичної школи), які створюють унікальні освітні можливості для майбутніх учнів. Реалізація цих проєктів буде здійснена у рамках проєктів житлових комплексів TetrisHall, Respublika, Файна Таун та Комфорт Таун.
Роботи безпосередньо над проєктом школи розпочалися ще у 2012 році, будівництво проходило у 2017-2018 роках і було завершено урочистим відкриттям гімназії 1 вересня 2018 року за участі засновника гімназії Іванни Ніконової, співзасновника компанії KAN Development Ігоря Ніконова, директора мережі освітніх закладів «А+» Тетяни Курмаз, директора Департаменту освіти і науки КМДА Олени Фіданян та легендарних спортсменів України Володимира Кличка й Олександра Волкова.

## Опис
Кампус гімназії розташовуються на території житлового комплексу Комфорт Таун і розрахований на 600 учнів. Архітектурний проект розроблено норвезько-українською компанією «Архіматика». Площа забудови — 8330 м2. Особливістю проєкту є те, що гімназія має автономну систему тепло- і водозабезпечення, вентиляції та кондиціонування. 170 свердловин для геотермальних теплових насосів глибиною 60 м забезпечують школу як обігрівом, так і охолодженням і водою із трирівневою системою очищення.
Територія гімназії поділяється на простір для дозвілля та занять на відкритому повітрі, доступний не лише для учнів, а і для їх батьків, та для навчання. Передбачені місця для паркування автомобілів, електроскутерів, сеґвеів, електровелосипедів із можливістю їх підзаряджання на час паркування, а також, велосипедів та інших засобів транспорту. На території розташовуються:
- Навчальний корпус
- Спортивний комплекс для занять на свіжому повітрі
- Ігровий майданчик

### Навчальний корпус
Навчальний корпус — триповерхова будівля прямокутної форми із внутрішнім двориком та із асиметричними дахами. На першому поверсі розташовуються:
- холл (рецепція);
- гардероб;
- учительська кімната;
- кабінети інформатики та технологій;
- бібліотека;
- спортивна зала 1;
- медичний блок;
- обідня зала;
- кафе (доступне і для батьків);

У гардеробі, окрім звичних вішалок для одягу, передбачені і шухляди для змінного взуття.
Учительська кімната площею 250 м2 має зону робочих місць, конференц-зону для проведення нарад, засідань, конференцій, спільних обговорень та зону відпочинку вчителів із «домашнім кафе», обладнаним необхідним кухонним обладнанням.
У трьох кабінетах інформатики встановлені комп'ютери та периферійне обладнання Samsung, Mac, iPad, де учні вивчають не тільки інформатику, а і отримують навички роботи із сучасним прикладним програмним забезпеченням. На цьому ж поверсі учні мають спеціально обладнаний кабінет для гри в шахи.
Кабінети технологій для дівчаток та хлопчиків різні — дівчаток навчають мистецтву крою та шиття, кулінарії, косметології, догляду за волоссям. Хлопчики вивчають обладнання та технології оброблення дерева, пластмас і металів та отримують навички конструювання і роботи з найбільш поширеними у побуті інструментами. За бажання дівчатка можуть опановувати «хлопчачі» а хлопчики — «дівчачі» професії у позаурочний час у спеціально створених гуртках.
Бібліотека, окрім зали бібліотечного фонду, має невелику, обладнану проєктором зону для читачів, яка може застосовуватися як читальна зала, місце зібрань учнів за клубними інтересами, для проведення мініконференцій, тренінгів, лекцій. Окрім цього, у бібліотеці передбачені місця для роботи із документами бібліотечного фонду на електронних носіях. Із бібліотеки можна вийти в «амфітеатр» просто неба — внутрішній дворик школи.
Спортивна зала 1 забезпечує можливість проведення занять з гімнастики, волейболу, бадмінтону, баскетболу, футзалу, обладнана електронним табло, сертифікована ФІФА, і може забезпечувати проведення міжнародних зустрічей. Одна зі стін обладнана скеледромом і засобами страхування учнів у разі їх падіння. Зала має спеціальну ширму, що може розділити її на дві частини, що своєю чергою забезпечує можливість проводити в ній два заняття одночасно. Безпосередньо до зали примикають роздягальні, туалетні та душові кімнати.
Медичний блок включає приймальне відділення чергового медпрацівника, який приймає щоденно, кабінет шкільного лікаря, який приймає тричі на тиждень та дві медичні палати ізолятора для екстрених випадків.
У обідній залі для розрахунку учня за обід застосовується ID-картка, яка слугує і перепусткою на територію школи. Меню публікується на сайті школи за добу наперед, щоб учні з батьками мали змогу обрати страви «на завтра».
Внутрішній дворик навчального корпусу спроєктований і оформлений як амфітеатр та призначений для проведення загальношкільних заходів, святкувань урочистих подій та зібрань. Окрім цього, тут можуть проводитися концертні і театральні виступи, художні виставки, включаючи і роботи учнів школи та уроки просто неба. Дворик також слугує для відпочинку учнів під час перерв, проведення дозвілля і зустрічей як між собою, так і з батьками.
На другому поверсі розташовуються:
- навчальні класи та кабінети початкової школи;
- навчальні класи, наукова лабораторія, кабінети математики, фізики, хімії, біології середньої та старшої школи;
- хореографічна зала;
- спортивна зала 2;
- шкільна багатофункціональна актова зала.

Зона відпочинку початкової школи спроєктована і виконана із врахуванням вікових особливостей школярів, має м'яке покриття підлоги, що імітує трав'яний покрив, нірки, куди можуть сховатися пустуни, зімітовані ліани, на яких можна погойдатися, столики, стільчики та пуфики. Окрім цього, у кожному навчальному класі є куточок для відпочинку із м'якими диванчиками.
У актовій залі заплановано проводити урочисті і святкові заходи, концерти, театральні вистави, конкурси тощо. Сцена обладнана дистанційно керованими шторою, акустичною та світловою системами. Глядацька зала розрахована на 200 місць.
Лабораторії обладнані сучасним лабораторним обладнанням від компанії «B-Pro» і включають обладнані усім необхідним робочі місця майбутніх дослідників, наочні посібники, дослідницьке обладнання, у тому числі, електронні мікроскопи, електровимірювальні прилади і устаткування для досліджень електричних і магнітних явищ, робочі місця хіміків та біологів тощо.
На третьому поверсі, окрім навчальних кабінетів та загальних просторів для спільних заходів, розташовуються:
- художня студія;
- музична студія;
- лекційна зала-кінотеатр.

### Спортивний комплекс для занять на свіжому повітрі
Шкільний стадіон має:
- легкоатлетичні бігові доріжки;
- гімнастичний сектор із необхідним гімнастичним обладнанням, канатами та грушами для бойових мистецтв;
- універсальний майданчик для баскетболу/волейболу/бадмінтону;
- футбольне поле.

Сучасне покриття спортивного комплексу та легкоатлетичних бігових доріжок забезпечує можливість досягати високих спортивних результатів.
Футбольне поле розмірами 60х40 м із синтетичним покриттям сертифицировано ФІФА, може забезпечувати проведення міжнародних зустрічей, та є домашньою ареною дитячо-юнацького футбольного клубу «ВулКан» «Спортивної школи А+», що входить до мережі освітніх закладів «Академія сучасної освіти А+». Команда є асоційованим членом Федерації Футболу м.Києва.

### Ігровий майданчик
На ігровому майданчику змонтовано комплекс дитячих атракціонів, серед яких виділяються гімнастична споруда у вигляді сот, та чотири батути. Поверхня майданчика має травмобезпечне м'яке покриття товщиною 4 сантиметри. Вуличний ігровий простір розроблено та побудовано компанією Hip Park.